# Titularbistum Gratiana
Gratiana (ital.: Graziana) ist ein Titularbistum der römisch-katholischen Kirche.
Es geht zurück auf einen untergegangenen Bischofssitz in der gleichnamigen antiken Stadt, die in der römischen Provinz Byzacena (heutige Sahelregion Tunesiens) lag.
| Titularbischöfe von Gratiana |                                                           | |                  |                  |
| Nr.                          | Name                                                      | Amt | von              | bis              |
| 1                            | Felice Pirozzi Titularerzbischof pro hac vice             | Apostolischer Delegat auf Madagaskar Apostolischer Nuntius in Venezuela Präsident der Päpstlichen Akademie | 28. Oktober 1961 | 25. Juli 1975    |
| 2                            | Luigi Conti Titularerzbischof pro hac vice                | Apostolischer Nuntius                                                                                      | 1. August 1975   | 5. Dezember 2015 |
| 3                            | Francisco Escalante Molina Titularerzbischof pro hac vice | Apostolischer Nuntius                                                                                      | 19. März 2016    |                  |